# Щек
Щек  (дав.-рус. Щекъ) — один із легендарних князів племені східний полян, поряд з своїми братами Києм, Хоривом та сестрою Либідь персонаж літописної легенди про заснування Києва. Згідно з «Повістю минулих літ», жили на дніпровських горах і збудували на правому високому березі Дніпра місто, що назвали на честь старшого брата Київ, кожний із братів заснував поселення на одній із трьох дніпровських гір (пагорбів) при цьому Щек — на Щековиці. 

## Історична довідка

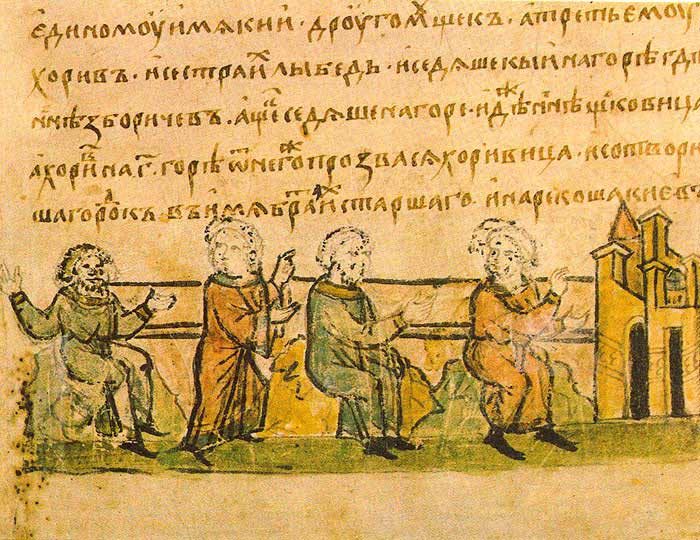
Кий, Щек, Хорив і Либідь (мініатюра Радзивіллівського літопису)

Ім'я Щек виникло, ймовірно, через намагання давніх киян знайти пояснення назві однієї з київських гір, Щекавиці.
Ломоносов у суперечці з Вольтером із приводу заснування Києва візантійським імператором категорично заявляв: «Грецькі царі аж ніяк нічого не будували на Русі, а побудовано Київ від князів Кия, Щека і Хорева». Але незабаром і серед захисників Несторової версії виникли великі суперечки. Якщо Кий ще допускався у ролі полянського князя, то стосовно його братів і сестри були серйозні зауваження.
Версію про існування Щека, а точніше — народності, пов'язаної з цим іменем, висловлювали ще вчені середини XIX століття, і підставою для такого висновку прислужилася друга назва гори Щекавиці — Скавіка.
Академік Рибаков вважав, що постаті Щека, Хорива і Либіді мають літературне походження. «І брати, і сестра, — зазначав історик, — придумані, вочевидь, для осмислення назв двох київських гір — Щековиці і Хоревиці та назви річки Либідь» (1966 р.). Проте дослідник Третьяков у 50-ті роки ХХ століття не виключав факту існування середнього брата: «Назва стародавнього городища — Щековиця — збереглася в народній пам'яті з часів самого Щека, що жив, напевно, у VII або VIII столітті н. е.», — писав учений. До речі, і академік Н. Я. Марр, прихильник вірменської легенди про Куаре, також підкреслював, що "два імені, Щек і Мелтей, означають те саме — «змій» (1922 р.).

## Письмові свідчення

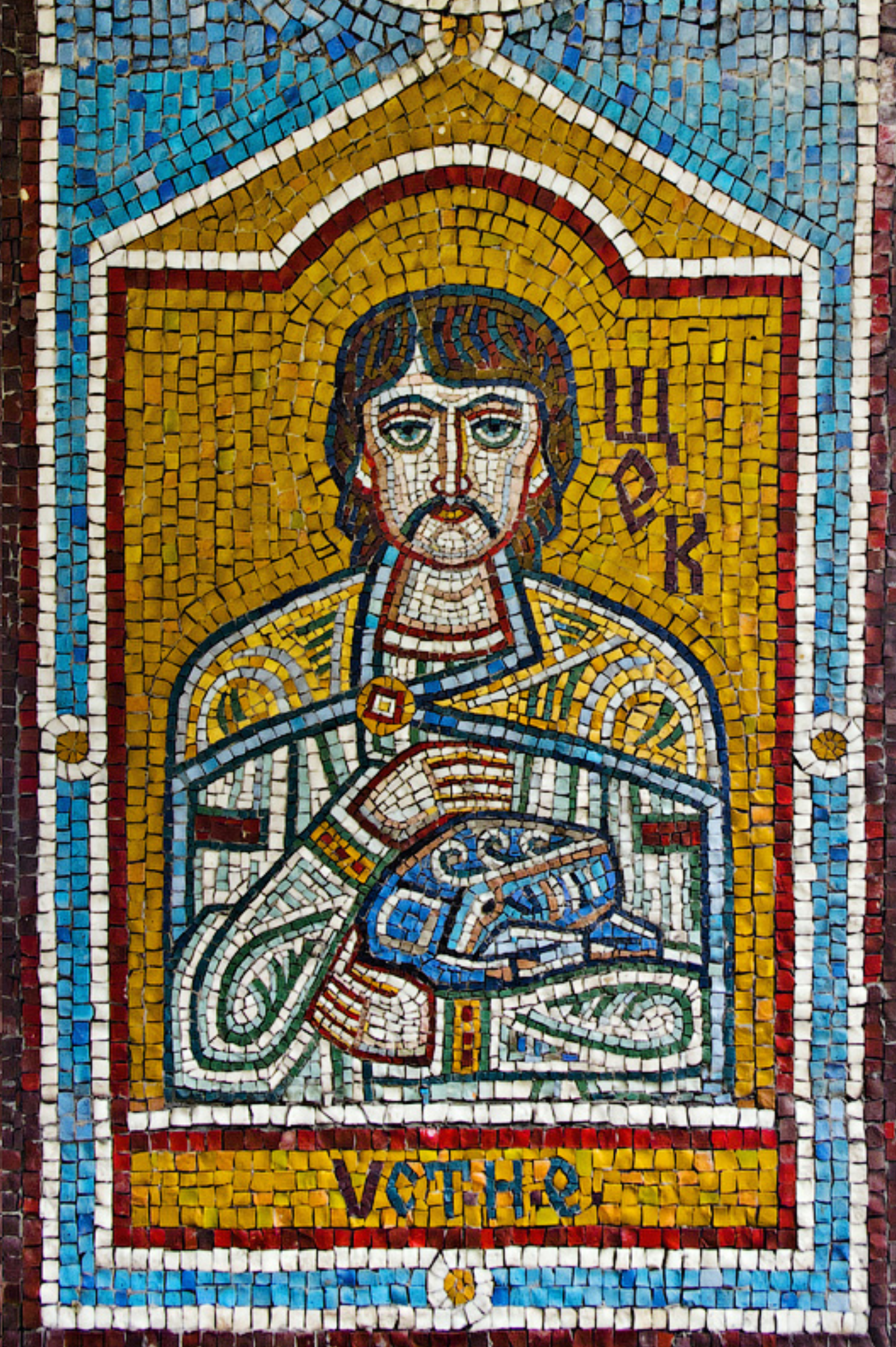
Мозаїка Щек (станція Золоті Ворота 1989 р.)

У Повісті минулих літ написано згідно з традиційними уявленнями, київським літописцем, ченцем Києво-Печерського монастиря Нестором і завершеній у 1113 році. Особливе місце посідає легенда про заснування Києва трьома братами — Києм, Щеком і Хоривом. У просторовому варіанті легенди Нестор вводить у сюжет і четвертого персонажа — сестру братів Либідь, і розселяє трьох братів по Київських горах. Ось як про це оповідає літописець: 
Коли ж поляни жили особно і володіли родами своїми, — бо й до сих братів існували поляни і жили кожен із родом своїм своїх місцях, володіючи кожен родом своїм, — то було [між них] три брати: одному ім'я Кий, а другому — Щек, а третьому — Хорив і сестра їх — Либідь. І сидів Кий на горі, де нині узвіз Борич а Щек сидів на горі, яка нині зветься Щековицею, а Хорив — на третій горі, од чого й прозвалася вона Хоривицею. Зробили вони городок [і] на честь брата їх найстаршого назвали його Києвом, І був довкола города ліс і бір великий, і ловили вони [тут] звірину. Були ж вони мужами мудрими й тямущими і називалися полянами. Од них ото є поляни в Києві 12 й до сьогодні.
Інші ж, не знаючи, говорили, ніби Кий був перевізником, бо тоді коло Києва перевіз був з тої сторони Дніпра. Тому [й] казали: "На перевіз на Київ". Коли б Кий був перевізником, то не ходив би він до Цесарограда. А сей | Кий княжив у роду своєму і ходив до цесаря. Не знаємо, [щоправда, до якого]13 , а тільки про те відаєм що велику честь, як ото розказують, прийняв він од [того] цесаря,-котрого я не знаю, [як не знаю] і при котрім він цесарі приходив [туди].
А коли він вертався назад, [то] прийшов до Дунаю і вподобав місце, і поставив городок невеликий, і хотів [тут] сісти з родом своїм. Та не дали йому ті, що жили поблизу. Так що й донині називають дунайці городище те — Києвець. Кий же повернувся у свій город Київ. Тут він і скончав живоття своє. І два брати його, Щек і Хори і сестра їх Либідь тут скончалися.
А по сих братах почав рід їхній держати княжіння в полян.  

## Вшанування пам'яті
У Києві є гора Щекавиця та Щекавицька площа.
У Львові є вулиця Щекавицька.

У місті Харків вулицю Нарофомінську перейменують на вулицю Щекавицьку.

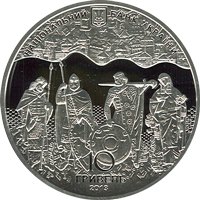
Кий, Щек, Хорив, Либідь на аверсі срібної монети НБУ «900 років «Повісті минулих літ», 2013
Пам'ятник засновникам Києва
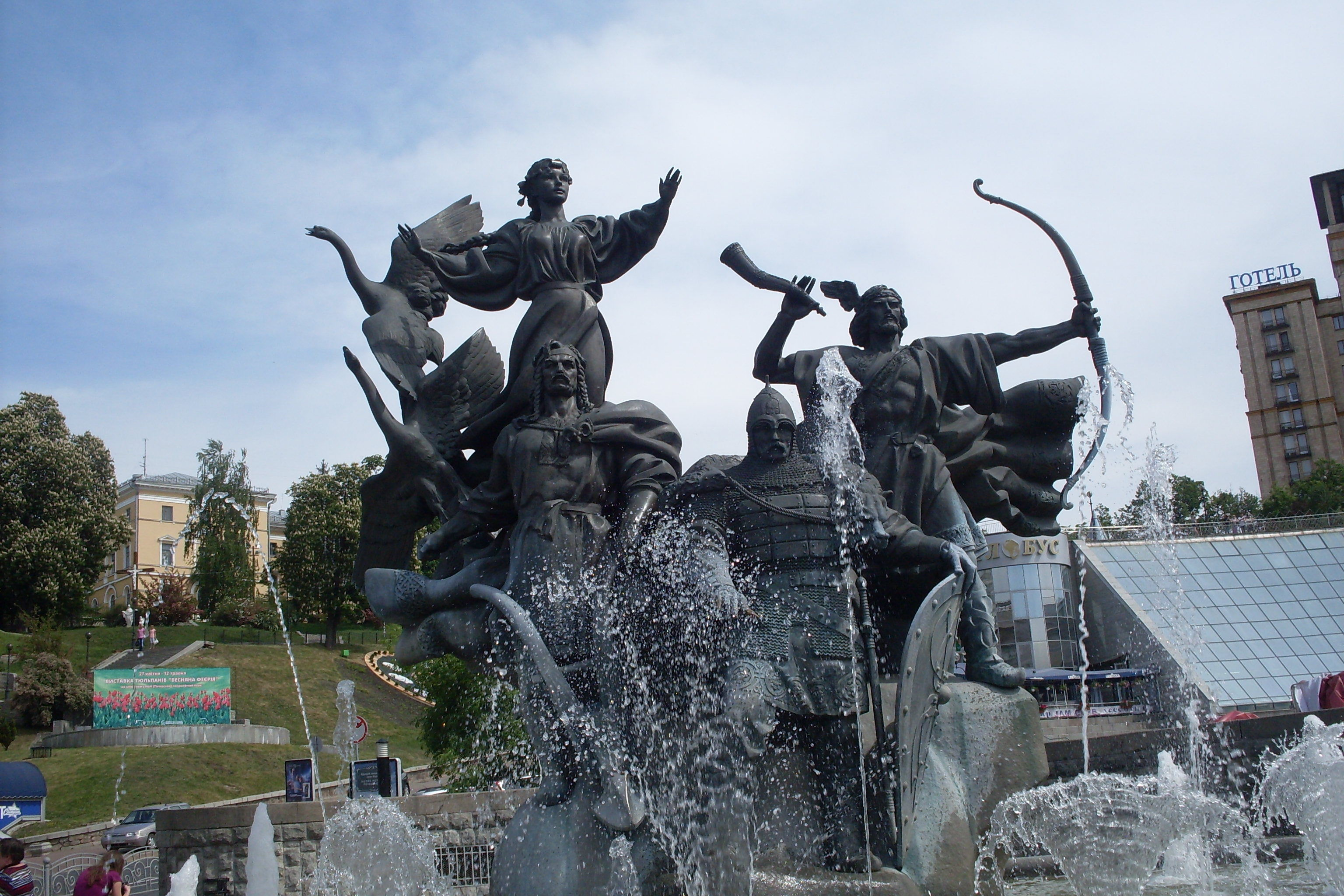
Пам'ятник засновникам Києва на Майдані Незалежності.